# Лохвицьке медичне училище
Лохвицьке медичне училище — державне вищий навчальний заклад-училище (з медицинською спеціалізацією) І—ІІ рівнів акредитації, розташований у місті Лохвиці Полтавської області. Навчання здійснюється за денною формою.

## Загальні дані
Лохвицьке медичне училище розташоване у представницькій історичній будівлі за адресою:
вул. Шевченка, буд. 27, м. Лохвиця—37200 (Полтавська область, Україна).
Директор училища — Царинний Анатолій Дмитрович.
Спеціальності, за якими здійснюють підготовку фахівців у Лохвицькому медичному училищі (2011):
на основі базової загальної середньої освіти (9 кл.):
- «Сестринська справа» (термін навчання 4 роки);
- «Лікувальна справа» (термін навчання 4 роки);

на базі повної загальної середньої освіти (11 кл.):
- «Сестринська справа» (термін навчання 3 роки).

## Історія[3]
Лохвицьке медичне училище створено в 1936 році як медшкола. Перший випуск відбувся в 1939 році.
З 1953 року — має статус медучилища.
У різний час навчальний заклад готував медичних фахівців середньої за 3 профілями: медсестри, акушерки, фельдшери.
У 1991 році контингент учнів становив 427 осіб.
Основною навчально-практичною базою училища традиційно лишається Лохвицька районна лікарня.
Випускником училища є Аранчій Максим Олегович — солдат ЗСУ, учасник російсько-української війни.

## Виноски
1. ↑  Лохвицьке медичне училище [Архівовано 22 травня 2006 у Wayback Machine.] на www.osvita.org.ua (Освітній портал) [Архівовано 10 червня 2019 у Wayback Machine.]
2. ↑  Вебсторінка училища. Архів оригіналу за 8 липня 2013. Процитовано 19 квітня 2011.
3. ↑  Лохвицьке медичне училище // За ред. А. В. Кудрицького. Полтавщина : Енцикл. довід.. — К. : УЕ, 1992. — С. 1024. — ISBN 5-88500-033-6. — с. 469